# Varn
Varn, właściwie Adam Krzysztofek (ur. 11 sierpnia 1990 w Kielcach) – polski producent muzyczny i DJ. 
Od najmłodszych lat interesował się tworzeniem muzyki i grą na instrumentach. W 2009 roku zagłębił się w nurt EDM. Karierę rozpoczął 5 lat później, wydając swój pierwszy utwór z gatunku Big room house. Początkowo związany z włoskim wydawnictwem muzycznym Blood Diamonds Record preferował połączenia gatunków hard dance z electro house. Pod skrzydłami Alveda Music oraz ShiftAxis Records tworzył muzykę w nieco łagodniejszym klimacie. 
Po kilku latach poszukiwań swojego stylu, odnalazł się w gatunku Hardstyle. Wyprodukował swój pierwszy hardstyle'owy utwór "Come See Us", który został wydany w holenderskiej wytwórni, Dutch Master Works. Dzięki temu został zauważony przez kilku najważniejszych DJ-ów na świecie, w tym Timmy'ego Trumpet'a i Will'iego Sparks'a.
W 2024 roku zadebiutował na scenie podczas "Freedom - Key To Infinity". 4 czerwca, w wytwórni Scantraxx Prospexx, wydał kolejny utwór z gatunku Hardstyle, zatytułowany "Journey To The Devil". 5 lipca, razem z polskim producentem Hypnotic Phase, Varn zagrał na festiwalu Beats For Love w Czechach.

## Dyskografia

### Single
| Rok  | Dane dot. albumu                                                                 |
| ---- | -------------------------------------------------------------------------------- |
| 2014 | Rampage - Data 16 maja 2014 - Wydawca Blood Diamonds Record                      |
| 2014 | Distance - Data 06 lipca 2014 - Wydawca Blood Diamonds Record                    |
| 2014 | Monster in the clouds - Data 28 sierpnia 2014 - Wydawca Blood Diamonds Record    |
| 2015 | Sigil - Data 13 lutego 2015 - Wydawca Blood Diamonds Record                      |
| 2016 | Stacta - Data 17 października 2016 - Wydawca ShiftAxis Records                   |
| 2019 | The savour of life - Data 07 stycznia 2019 - Wydawca ShiftAxis Records           |
| 2019 | Crunchy - Data 21 stycznia 2019 - Wydawca ShiftAxis Records                      |
| 2019 | Instant - Data 17 czerwca 2019 - Wydawca ShiftAxis Records                       |
| 2019 | Expedition - Data 3 września 2019 - Wydawca Alveda Pulse                         |
| 2022 | Come See Us - Data 25 lutego 2022 - Wydawca Dutch Master Works                   |
| 2023 | Feel The Rhythm - Data 29 maja 2023 - Wydawca Kuaukal1 Records                   |
| 2024 | Journey To The Devil - Data 4 czerwca 2024 - Wydawca Scantraxx Prospexx          |
| 2025 | Momentum - Data 6 lutego 2025 - Wydawca Dutch Master Works                       |
| 2025 | Perfect Game (z Chaotic Spirit) - Data 6 marca 2025 - Wydawca Dutch Master Works |

### Pozostałe wydania
| Rok  | Dane dot. albumu                                                                                         |
| ---- | --- |
| 2019 | Expedition on Festival Sounds: Top 25, Best Hits 2019 - Data 22 października 2019 - Wydawca Alveda Music |
| 2020 | Crunchy on House Music Hits - Data 17 sierpnia 2020 - Wydawca ShiftAxis Records                          |
| 2021 | Instant on HAUNTED BASSLINES VOL. 2 - Data 25 października 2021 - Wydawca ShiftAxis Records              |
| 2022 | Instant on Featured Artists Series Vol. 4 - Data 21 lutego 2022 - Wydawca ShiftAxis Records              |
| 2023 | Expedition on Pure Bigroom Vol. 6 - Data 6 stycznia 2023 - Wydawca Dancewood Samplers                    |